# Дубровка (Борисцевское сельское поселение)
Дубровка  — деревня в Торжокском районе Тверской области. Входит в состав Борисцевского сельского поселения.

## География
Находится в центральной части Тверской области на расстоянии приблизительно 3 км на юг-юго-восток по прямой от районного центра города Торжок.

## История
Деревня была отмечена еще на карте 1825 года. В 1859 году здесь (деревня Новоторжского уезда Тверской губернии) было учтено 16 дворов, в 1941 — 35.

## Население
Численность населения: 126 человек (1859 год), 293 (русские 97 %) в 2002 году, 306 в 2010.